# Angraecum obversifolium
Angraecum obversifolium är en orkidéart som beskrevs av Charles Frappier och Eugène Jacob de Cordemoy. Angraecum obversifolium ingår i släktet Angraecum och familjen orkidéer. Inga underarter finns listade i Catalogue of Life.